# Hotiško jezero
Hotiško jezero ali Jula Marof je jezero v vzhodni Sloveniji, ki leži ob glavni cesti Murska Sobota–Lendava, okoli kilometer zahodno od naselja Hotiza, ob meji med občinama Črenšovci in Lendava.
Gre za osamljeno, približno kilometer dolgo in podkvastemu jezercu podobno mrtvico reke Mure. Leži na nadmorski višini 165 metrov, ima površino 4 hektarje, njegova globina pa je v povprečju 3 metre.
Hotiško jezero je življenjski prostor ogroženih rastlinskih in živalskih vrst. V njem so našli svoj prostor številni vodni nevretenčarji, ribe, vodni ptiči ter ogrožene vodne rastline. Med slednjimi velja omeniti beli lokvanj (Nymphaea alba), rumeni blatnik (Nuphar luteum), žabji šejek (Hydrocharis morsus-ranae), grbasto vodno lečo (Lemna gibba) ter navadno in malo mešinko (Utricularia vulgaris, U. minor).